# Perpetuo iz Toursa
Sveti Perpetuo (lat. Perpetuus, fra. Saint-Perpetue; ? - Tours, 30. prosinca 490.), šesti biskup Toursa i svetac. Biskupovao je od 460. do 490. Na mjestu biskupa naslijedio je rođaka sv. Eustohija. Perpetua je na mjestu biskupa također naslijedio rođak, sv. Voluzijan.

## Životopis
Rodio se u senatorskoj obitelji. Biskupom grada Toursa postao je oko 460. Za nj se govori da je posvetio prihode svojih imanja radi pomoći potrebitima. Slavljenje Došašća u svezi je s njime. Sveti je Perpetuo kao biskup grada Toursa započeo pripravu za Božić, počevši od blagdana sv. Martina 11. studenoga. Nazvao je došašće pokorničkim vremenom, naređujući post u 3 dana svakog tjedna od 11. studenog do Božića. Ovo vrijeme posta od 40 dana, slično korizmi, izvorno se nazivalo - "Četrdesetdnevni post sv. Martina". Čitanja prilikom euharistijskog slavlja uzimala su se iz korizmenog vremena.
Proglašen je svetim, a spomendan mu je 8. travnja.

## Poveznice
- Sveti Grgur iz Toursa
- Sveti Martin iz Toursa
- Sveta Perpetua i Felicita

## Vanjske poveznice
- Saint Patrick's Saint Index: St.Perpetuus  Arhivirana inačica izvorne stranice od 8. travnja 2019. (Wayback Machine) (engl.)
- Catholic Encyclopedia: St. Perpetuus (engl.)